# Giovanni Battista Mercati
Giovanni Battista Mercati (Sansepolcro, 1591 – Rome, 1645) est un peintre et graveur italien de style baroque actif en Toscane et à Rome.

## Biographie
Giovanni Battista Mercati est né à Borgo San Sepolcro, en Toscane.
Il se forme auprès du peintre et graveur Raffaello Schiaminossi, dont il est neveu. Sa première entreprise, la décoration de la sacristie de l'Église San Francesco de Sansepolcro en 1608, est réalisée en collaboration avec Schiaminossi.
Giovanni Battista Mercati est connu pour ses gravures, réalisées d'après des artistes comme Pierre de Cortone et Annibale Carracci. Il a peint des retables et fresques à Sansepolcro, dont deux fresques sur la Vie de la Vierge pour l'église de Santa Chiara, et un retable à San Lorenzo. Des peintures de sa production se trouvent à Livourne et à Gubbio .
Giovanni Battista Mercati est mort à Rome vraisemblablement en 1645, l'année de son testament rédigé en janvier de la même année.

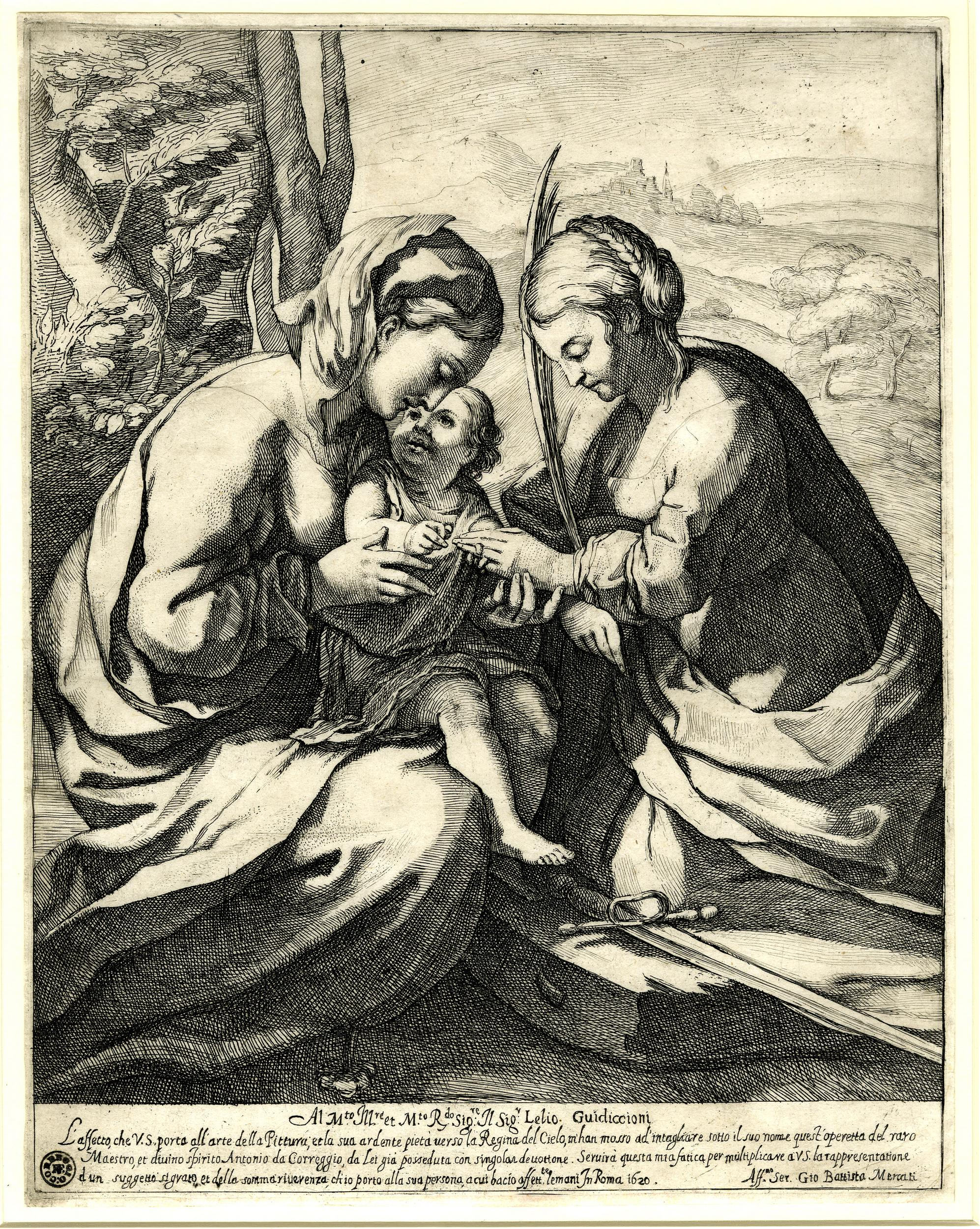
Le Mariage mystique de Sainte Catherine.
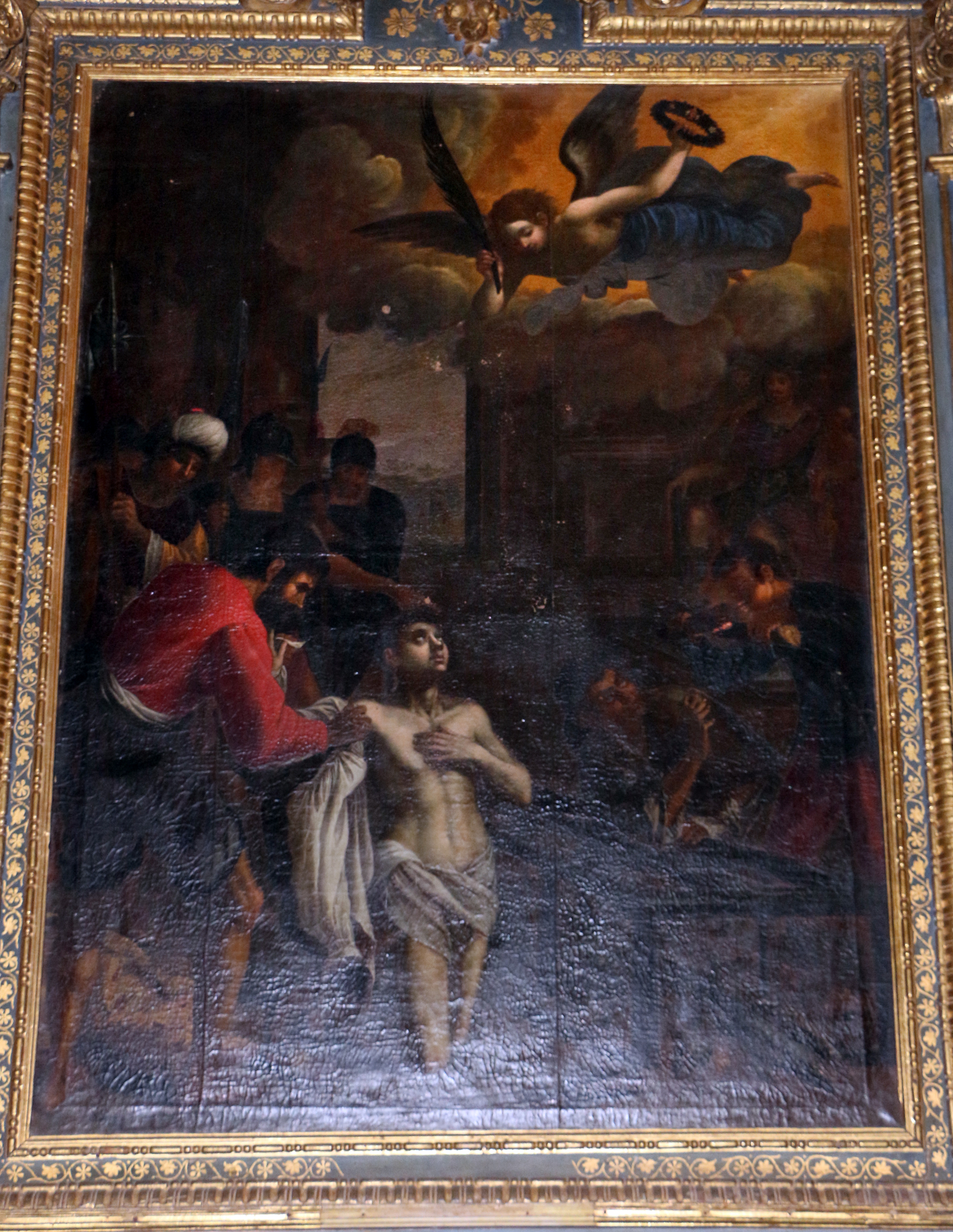
Martyre de Saint Laurent, Église San Lorenzo de Sansepolcro
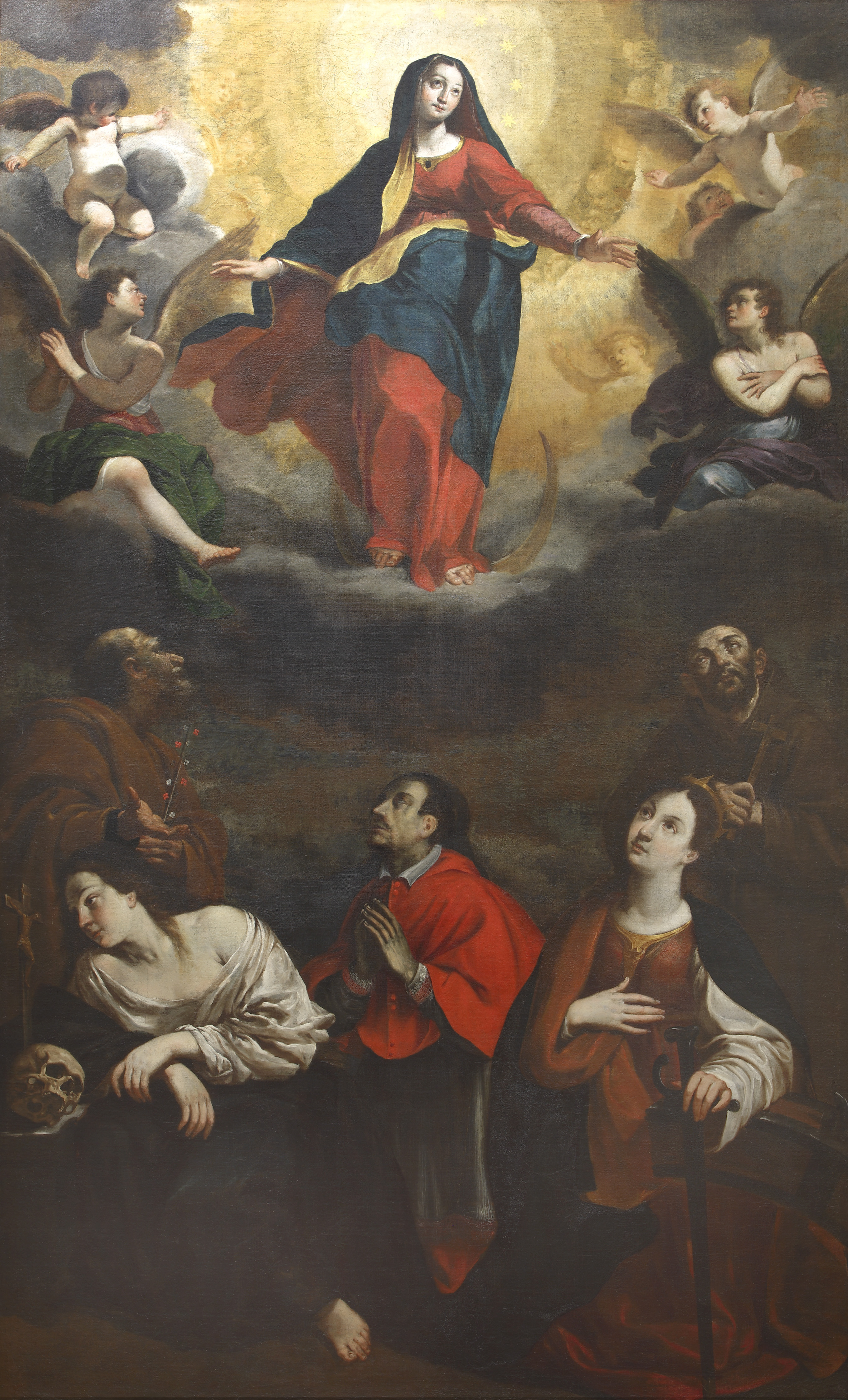
Immaculée Conception avec les saints